# Charles Robert Ashbee
Charles Robert Ashbee, né le 17 mai 1863 à Isleworth et mort le 23 mai 1942 à Godden Green (Kent), est un architecte et militant socialiste britannique.

## Biographie
Il est le fils du marchand de textile et collectionneur, Henry Spencer Ashbee.
Il étudie au Wellington College et au King's College, à Cambridge où il bénéficie l'influence de Edward Carpenter. En 1886, il est élève chez l'architecte G.F.Bodley.
Devenu architecte, il est membre fondateur du mouvement Arts and Crafts qu'il développe ensuite en créant, en 1888, la Guild and School of Handicraft dans laquelle les idées du mouvement sont mises en pratique, avec une spécialisation dans l'ameublement (dissoute en 1908). Cela est le cas des meubles pour Baillie Scott et le Palais de Darmstadt du grand duc de Hesse.
Ashbee rencontre Frank Lloyd Wright lors de sa visite des États-Unis en 1896. Il admire aussi l'architecture de Charles Sumner et Henry Mather Greene.
En 1898, il fonde la « Essex House Press ». Il est aussi l'auteur d'un essai Should We Stop Teaching Art?, pointant le changement de nature du patronage industriel. Il crée une communauté de 150 à 200 ouvriers-artisans, réunis par petites coopératives, avec l'idée d'égalité (dans les salaires, par exemple). Parmi ses disciples, on compte le Hongrois Mihály Bíró (avant 1911).
De 1918 à 1922, il a vécu et travaillé à Jérusalem.
En 1929, il devient Maître de l'Art Workers' Guild.